# Armin Meier (Politiker)
Armin Meier (* 3. Mai 1941 in Gamprin; † 20. März 1999 in Feldkirch) war ein liechtensteinischer Heilpädagoge und gehörte von 1978 bis 1986 dem Landtag des Fürstentums Liechtenstein an.

## Biografie
Armin Meier wuchs zusammen mit zwei Geschwistern die ersten Jahre seines Lebens in Gamprin auf, wo seine Eltern eine kleine Landwirtschaft betrieben, die vor allem von der Mutter betreut wurde. Sein Vater arbeitete des Weiteren als Lehrer. Später zog die Familie nach Mauren. Meier besuchte die dortige Volksschule. Im Alter von 12 Jahren wechselte er an das Kollegium St. Antonius in Appenzell. 1961 machte er dort die Matura. Im Anschluss studierte er Heilpädagogik und Schulpsychologie an der Universität Freiburg, das er 1968 erfolgreich beendete. Meier war damit der erste Liechtensteiner der eine Hochschulausbildung zum Heilpädagoge absolvierte. Nach Beendigung seines Studiums wurde er Assistent im schulpsychologischen Dienst des Kantons Luzern.
Bald darauf kehrte er nach Liechtenstein zurück um sich dem Aufbau der Heilpädagogischen Tagesstätte zu widmen. Die entsprechenden Räumlichkeiten gehörten dem 1967, unter der Präsidentschaft von Fürstin Gina, gegründeten Verein für Heilpädagogische Hilfe. Im Mai 1969 waren die Um- und Anbauten abgeschlossen und die erste liechtensteinische Sonderschule mit Sonderkindergarten wurde eröffnet. 1971 führte Meier die Heilpädagogische Früherziehung zur Betreuung von behinderten Kindern bereits im Säuglingsalter in Liechtenstein ein. 1973 gründete er einen Logopädischen Dienst und 1975 gliederte er eine Beschützende Werkstätte an. Die ursprünglich als Tagesstätte konzipierte Einrichtung entwickelte sich damit zum Heilpädagogischen Zentrum (HPZ).
1978 kandidierte Meier für die Fortschrittliche Bürgerpartei bei den Landtagswahlen und gewann ein Mandat. Als Abgeordneter beschäftigte er sich im Landtag vor allem mit sozial-, gesundheits-, umwelt- und kulturpolitischen Fragen. Von 1982 bis 1986 bekleidete er das Amt des Vizepräsidenten des Landtags. Des Weiteren engagierte er sich in zahlreichen Kommissionen des Landes und seiner Heimatgemeinde Mauren und war für das Kinderheim Gamander des Roten Kreuzes. Im Herbst 1998 musste er aus gesundheitlichen Gründen, bereits Ende der 1980er-Jahre war eine Krebserkrankung diagnostiziert worden, seine Arbeit für das Heilpädagogische Zentrum einstellen. Er starb in der Nacht auf den 20. März 1999 im Landeskrankenhaus Feldkirch, wo er die letzten Wochen seines Lebens verbracht hatte. Meier war seit 1974 verheiratet. Aus der Ehe gingen ein Sohn und eine Tochter hervor.